# دیوید وادیم
دیوید وادیم (به انگلیسی: David Vadim) (زاده ۲۸ مارس ۱۹۷۲) بازیگر اوکراینی است.
از فیلم‌های معروف او می‌توان به بازی در فیلم خون‌بها اشاره کرد.